# Journal of Combinatorial Algebra
Ne doit pas être confondu avec Journal of Algebraic Combinatorics.
Le Journal of Combinatorial Algebra est une revue scientifique à comité de lecture spécialisée en algèbre combinatoire. Le journal a été créé en 2017 et est publié par EMS Press. Le rédacteur en chef est Mark V. Sapir (université Vanderbilt).

## Description
Le Journal of Combinatorial Algebra publie des articles de recherche dans le domaine de l'interaction entre la combinatoire et l'algèbre. Son champ d'application comprend les aspects combinatoires de la théorie des groupes, des demi-groupes et des anneaux, la théorie des représentations, l'algèbre commutative, la géométrie algébrique et les systèmes dynamiques. 

## Résumés et indexation
Le Journal of Combinatorial Algebra est couvert notamment par Mathematical Reviews et Zentralblatt MATH.
.

## Politique d'accès
La maison d'édition EMS Press applique une politique d'accès libre appelée « Subscribe to Open », abrégée en « S2O ». L'accès à une revue est libre pour l'année en cours s'il y a « suffisamment » d'abonnements payants par ailleurs (par des institutions par exemple). C'est le cas pour la revue Journal of Combinatorial Algebra qui est en libre accès pour l'année 2022 et pour 2021.
D'après SCImago Journal Rank, le facteur d'impact est de 1,35 pour 2021.